# Shane Rangi
Pour les articles homonymes, voir Rangi.
Shane Rangi est un acteur néo-zélandais, né le 3 février 1969.

## Filmographie
- 2001 : Le Seigneur des anneaux : La Communauté de l'anneau
- 2002 : Le Seigneur des anneaux : Les Deux Tours
- 2003 : Le Seigneur des anneaux : Le Retour du roi
- 2005 : Le Monde de Narnia : Le Lion, la Sorcière blanche et l'Armoire magique
- 2007 : Le Monde de Narnia : Le Prince Caspian
- 2009 : Avatar
- 2009 : Le Monde de Narnia : L'Odyssée du Passeur d'Aurore
- 2011 : Spartacus : Les Dieux de l'arène (Série TV)
- 2014 : The Dark Horse de James Napier Robertson